# Загнитко, Анатолий Афанасьевич
Анатолий Афанасьевич Загнитко (укр. Анатолій Панасович Загнітко; род. 14 октября 1954 года, Кацмазов, Жмеринский район, Винницкая область, УССР, СССР) — украинский учёный: доктор филологических наук (1992), профессор (1993), выпускник Донецкого национального университета (тогда — Донецкий государственный университет), заведующий кафедрой общего и прикладного языкознания и славянской филологии Донецкого национального университета, член-корреспондент Национальной академии наук Украины (2012), заслуженный работник образования Украины (2008), член совета Научного общества имени Тараса Шевченко, член Экспертного совета по литературоведению, языкознанию и искусствоведению Министерства образования и науки Украины; член Лингвистической комиссии при Кабинете Министров Украины (1996—2000 гг.), член Экспертного совета по языкознанию ВАК Украины (1998—2004 годы), член Орфографической комиссии Украины.

## Биография
Родился 14 октября 1954 года в селе Кацмазов Жмеринского района Винницкой области.
В 1977 году окончил Донецкий национальный университет по специальности филолог, преподаватель украинского языка и литературы.
Тема дипломной работы: «Термины в языке современной украинской поэзии».
Работал в школе, служил в Советской армии.
С мая 1981 года работает в Донецком национальном университете.
В 1986 году получил в Донецком национальном университете специальность — Преподаватель истории и обществознания.
В 1987 году защитил кандидатскую диссертацию по теме «Соотношение формально-грамматического и семантического содержания в категории рода существительных».
С 1990 года — доцент и докторант Института языкознания имени А.А. Потебни — Института украинского языка НАН Украины (1990—1992).
В 1992 году успешно защитил докторскую диссертацию по теме «Система и структура морфологических категорий украинского языка (проблемы теории)».
С 1993 года — профессор, заведующий кафедры украинского языка в Донецком национальном университете.
С 1994 по 2008 годы работает по совместительством заведующим кафедры украинского языка Горловского государственного института иностранных языков.
В различные годы преподавал основные и специальные курсы в Московском (Россия), Вроцлавском (Польша), Брненском (Чехия), Белградском (Сербия) университетах.
В течение 2013-2014 годов был деканом филологического факультета ДонНУ, длительное время возглавлял кафедру украинского языка и прикладной лингвистики, был инициатором создания и открытия в ДонНУ новой перспективной специальности «Прикладная лингвистика».
С 2015 года возглавляет кафедру общего и прикладного языкознания и славянской филологии Донецкого национального университета в Виннице.

## Научный вклад
Научные приоритеты Анатолия Загнитко сосредоточены на исследовании грамматического строя украинского и других славянских и германских языков, установлении структуры и иерархии морфологических и синтаксических категорий, теоретическом анализе синтаксического строя украинского языка с прослеживанием корпуса его единиц и категорий, анализе текстовых категорий и единиц, обработке ряда проблем функциональной, идеографической, падежной, конструктивной грамматики, общей теории синтаксиса и морфологии, философии языка, психолингвистики и дискурсологии.
Анатолием Афанасьевичем опубликовано более 300 научных и научно-учебных работ.
Особенно отмечается 16 монографий профессора: пять единоличных учебных пособий и два учебных пособия, созданных в соавторстве; является соавтором пяти словарей.
Загнитко подготовил к защите 37 кандидатских и две докторские диссертации.
Сформировалась научная школа профессора теоретической, функциональной и контрастивной грамматики.
С 1993 года руководит Всеукраинским научным грамматическим семинаром начал проведение (1-5) международных «Грамматических чтений» (2000, 2002, 2005, 2007, 2009 годы), научный редактор профессионального издания ВАК Украины «Лингвистические студии» (20 выпусков).
Под редакцией Анатолия Загнитко подготовлено и опубликовано 22 научных сборников, 11 монографий и 35 учебных пособий.
Профессор — сопредседатель международных научно-исследовательских проектов по проблемам грамматики славянских предлогов; моделей славянских предложений, в которых принимают участие учёные Беларуси, Польши, России, Болгарии, Ирана и Японии.
Загнитко — член редакционной коллегии научно — теоретического журнала Института украинского языка НАН Украины «Украинский язык», научно — популярного журнала «Мировоззрение» НАН Украины, ряда альманахов и ежегодников, научных вестников национальных университетов (15), научных вестников зарубежных университетов, например, Университета им. Масарика (Брно, Чехия).
Член комиссии по правописанию (с 2000 года), Аттестационной коллегии МОН Украины, Экспертного совета по филологии, журналистики и искусствоведения Департамента науки МОН Украины (с 1994 года), специализированных советов по защите кандидатских диссертаций в Донецком (с 1998 года) и Таврическом (с 2007 года) национальных университетах; ранее был членом Экспертного совета по языкознанию ВАК Украины (1998—2004 годы), специализированного совета по защите докторских диссертаций в Днепропетровском университете (1994—1998 годы), членом межотраслевой лингвистической Комиссии при Кабинете Министров Украина (с 1998 года).

## Награды и премии
Анатолий Афанасьевич Загнитко — Отличник образования Украины (1995), награждён Орденом князя Ярослава Мудрого (2001), Почётной грамотой имени Президента НОШ Михаила Грушевского Научного общества имени Шевченко в Америке (2002), знаком «Лучший преподаватель» Донецкой облгосадминистрации (2003), нагрудным знак «Пётр Могила» Министерства образования и науки Украины (2007), Серебряной юбилейной медалью «За особые успехи в научной и педагогической работе» Донецкого облсовета (2007).